# Liona Boyd

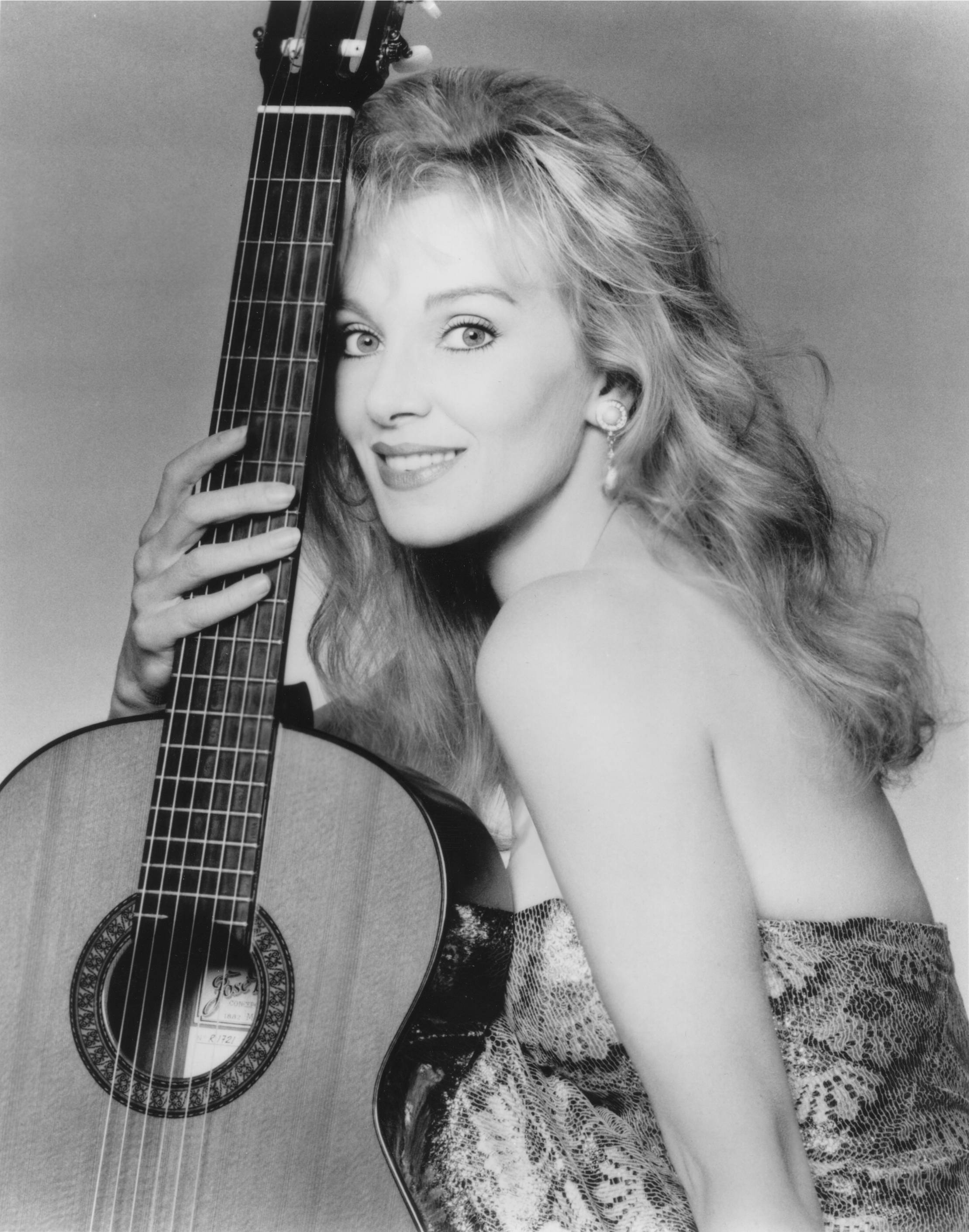
Boyd im Jahr 1998

Liona Maria Carolynne Boyd, CM, O.Ont (* 11. Juli 1949 in London, Vereinigtes Königreich) ist eine kanadische Gitarristin. 

## Leben und Wirken
Im Alter von acht Jahren zog sie mit ihren Eltern nach Kanada. Mit 14 Jahren wünschte sie sich eine Gitarre zu Weihnachten. Nachdem Boyd ein Konzert des Gitarristen Julian Bream miterlebt hatte, entschloss sie sich, die Gitarre zu meistern. In ihrer Jugend nahm sie Gitarren-Unterricht bei Eli Kassner, Narciso Yepes, Alirio Díaz, Julian Bream und dem legendären Gitarristen Andrés Segovia.
Boyd erlangte ihren Bachelor-Titel an der Universität von Toronto, wo sie auch den ersten Preis bei der Canadian National Music Competition gewann. Nach zwei Jahren Privatstudium bei Alexandre Lagoya in Paris kehrte Boyd nach Nordamerika zurück und nahm ihr erstes Album für Boot/London Records auf.
1986 nahm sie ihr erfolgreiches Album Persona auf, das einen Mix aus Rock, New Age und Klassik, darstellte, zusammen mit Gitarrist David Gilmour von Pink Floyd und Eric Clapton. 
Boyd ist auch unter dem Spitznamen „The First Lady of the Guitar“ bekannt.